# Rhaphiolepis philippinensis
Rhaphiolepis philippinensis är en rosväxtart som först beskrevs av António José Rodrigo Vidal, och fick sitt nu gällande namn av Cornelis Kalkman. Rhaphiolepis philippinensis ingår i släktet Rhaphiolepis och familjen rosväxter. Inga underarter finns listade i Catalogue of Life.